# Konnektom

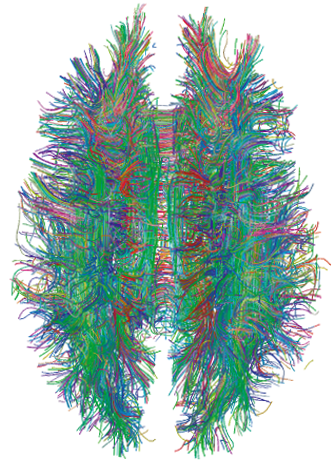
Fehérállományrostok lefutása emberi agyban, MRI traktográfiás ábrázolással.

A konnektom (néha hibásan *konnektóma) az agy idegsejtjei (neuronjai) között létrejövő kapcsolatok (szinaptikus kapcsolódások) térképe, egyfajta kapcsolási rajzként is felfogható. Tágabb értelemben egy élőlény konnektomja annak idegrendszerének valamennyi neurális kapcsolatát tartalmazó térképpel egyezne meg.

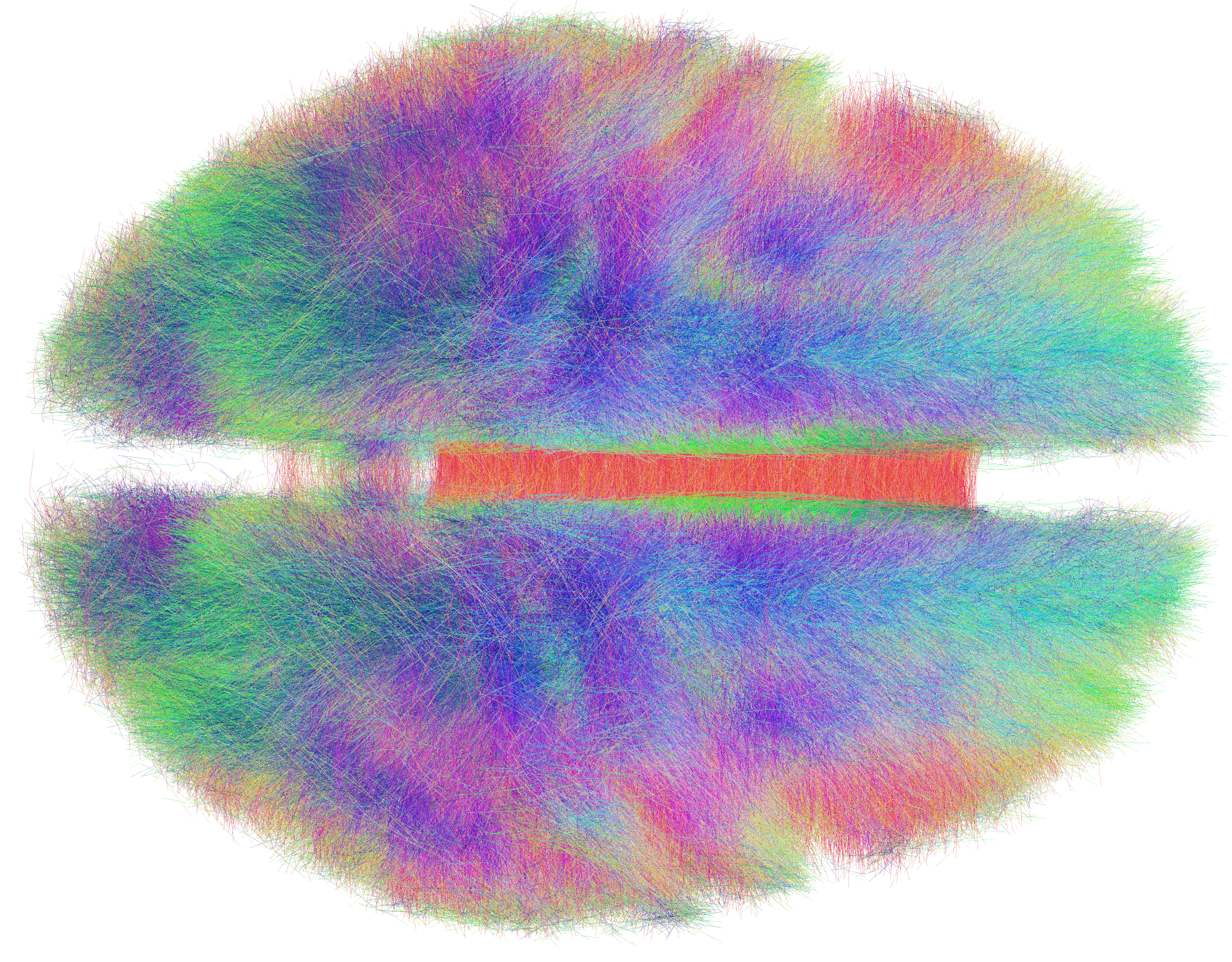
20 vizsgálati alany csoportos konnektomjának ábrázolása. Az emberi agy fehérállományát alkotó anatómiai rostok ábrázolása irány szerinti színkódolással történt (xyz-irányok rgb-színskálához rendelésével). A vizualizációt a TrackVis szoftverrel végezték.

A konnektomok előállításával és vizsgálatával a konnektomika tudománya foglalkozik. A részletesség legmagasabb szintjén ez jelentheti egy élőlény idegrendszere valamennyi neuronjának és szinapszisának részletes térképét (vagy egy részük részletes térképét), de jelentheti az agykérgi és agykéreg alatti (szubkortikális) struktúrák makroszintű leírását is.
A „konnektom” kifejezés főként az agy idegsejtjei közötti kölcsönhatások szerveződésének megértését, feltárását, feltérképezését célzó tudományos erőfeszítések kontextusában használatos.
Eddig egyetlen állati szervezet teljes konnektomját sikerült megalkotni: a C. elegans fonálféregét (White et al., 1986, Varshney et al., 2011). Egy egér retinájának és elsődleges látókérgének részleges konnektomját is sikerült megkonstruálni. Bock et al. teljes, 12 terabájtos adattömege nyilvánosan hozzáférhető az Open Connectome Project honlapján.
A konnektomika végső célja az emberi agy feltérképezése. Ezt a feladatot az amerikai Nemzeti Egészségügyi Intézet finanszírozásában a Human Connectome Project (emberi konnektom projekt) vállalta magára, az egészséges, élő emberi agy térképének előállítására fókuszálva.

## A „konnektom” kifejezés etimológiája
2005-ben kb. egyidőben és egymástól függetlenül Dr. Olaf Sporns (Indiana University) és Dr. Patric Hagmann (Lausanne University Hospital) javasolta a „connectome” kifejezést az agy idegi összeköttetéseiről készült térkép elnevezésére. A terminust a genetikai kódnál használatos genom kifejezés ihlette (és talán más -om-ok).
A „connectomics” (Hagmann, 2005) – konnektomika – definíciója szerint a konnektom-adathalmazok összeállításával és analizálásával foglalkozó tudományág.
2005-ös cikkükben – The Human Connectome, a structural description of the human brain – Sporns et al. így írnak:
Egy hálózat működésének megértéséhez szükséges ismerni annak elemeit és a köztük lévő kapcsolatokat. Ezen cikk célja az emberi agy alkotóelemeinek és a közöttük lévő kapcsolatoknak az átfogó strukturális leírásához vezető kutatási stratégiák megvitatása. Javasoljuk ezt az adathalmazt „konnektom”-nak nevezni, mely véleményünk szerint alapvető fontosságú a kognitív idegtudományok és a neuropszichológia számára. A konnektom jelentősen hozzájárul majd annak megértéséhez, hogy mi módon jelennek meg funkcionális agyi állapotok az alattuk lévő strukturális szubsztrátból, és új, mechanisztikus betekintést fog nyújtani abba, hogy ezen strukturális szubsztrát sérülésekor az agyfunkciók hogyan változnak meg.
2005-ös PhD dolgozatában (From diffusion MRI to brain connectomics) Hagmann ezt írta:
Nyilvánvaló, hogy a genomhoz hasonlóan, ami jóval több mint egy halom egymás mellé helyezett gén, az agy idegi összeköttetéseinek halmaza is jóval több az egyes komponensek összegénél. A genom önmaga egy entitás, mivel a gének finom összjátékából emelkedik ki az [élet]. Hasonló módon kezelhetjük az agy konnektomját, az idegi összeköttetések összességét, egyetlen entitásként, aláhúzva ezzel, hogy az agy óriási számítási teljesítményét és kommunikációs kapacitását mennyire ez a finom, hihetetlenül komplex összeköttetési architektúra határozza meg.
Az agy fehérállományán keresztül vezető összeköttetések felvázolásának útjai közé tartozik a szövettani boncolás és megfestés, a degenerációs módszerek és az axonok nyomon követése (axonal tracing). Ez utóbbi módszer adja a fő alapját a nagy távolságú idegi útvonalak szisztematikus, fajspecifikus szürkeállomány-régió szerinti összeköttetési mátrixainak a megalkotásának. A témában mérföldkő jellegű kutatásnak tekinthető a makákók látókérge (Felleman and Van Essen, 1991) és a macskaagy talamokortikális rendszere (Scannell et al., 1999) területének és összeköttetéseinek meghatározása. Az anatómai összeköttetések neuroinformatikai adatbázisainak kifejlesztése lehetővé tette az ilyen összeköttetési térképek folyamatos napra készen tartását és finomítását. Az online makákó-agykéreg összeköttetési segédeszköz, a CoCoMac (Kötter, 2004) a hasonló adatbázisok prominens példája.
Az emberi agy konnektomának jelentősége abból a felismerésből fakad, hogy az agy struktúrája és funkciói bonyolult, több szintű módokon függenek össze. Erős természetes korlátok befolyásolják, hogy mely neuronok vagy neuronpopulációk képesek egymással kölcsönhatásba lépni, és a kölcsönhatás mértéke mennyire erős vagy közvetlen. Valóban, az emberi megismerés alapjai a konnektom által formált dinamikus interakciók mintázatában rejlenek.
Mindazonáltal a struktúra és a funkció közötti kapcsolatok nagy valószínűséggel nem redukálhatók egyszerű, 1:1 összerendelésekre. Valójában, a konnektom nyilvánvalóan nagy számú változékony, dinamikus állapotot támogat, az aktuális érzékszervi bemenetektől, az agy globális állapotától, a tanulástól és fejlődéstől függően. A funkcionális állapot egyes változásai a strukturális összeköttetések gyors, szinapszis-szintű változásaival járhatnak, ahogy azt a kétfoton-mikroszkópiás kísérletekben a dendritikus tüskék gyors megjelenése és felszívódása világossá tette (Bonhoeffer and Yuste, 2002).
A struktúra-funkció megfeleltetések komplex és változékony volta ellenére a konnektom a dinamikus agyi adatok mechanisztikus értelmezésének kikerülhetetlen eszköze, az egysejtes felvételektől a funkcionális idegi képalkotásig.
A „connectome” kifejezés Sebastian Seung I am my Connectome című 2010-es TED előadása révén került a köztudatba. A beszéd az emberi konnektom feltérképezésének magas szintű céljait, valamint az emberi agyszövet mikroskálájú, háromdimenziós térképének elkészítését célzó erőfeszítéseit tárgyalja. In 2012, Seung published the book Connectome: How the Brain's Wiring Makes Us Who We Are.

## A konnektom különböző szintjei
Az agyi ideghálózatokat meghatározása különböző méretarányokban történhet, az agyi képalkotó eljárások térbeli felbontásának megfelelően (Kötter, 2007, Sporns, 2010). Ezek a szintek nagyjából megfeleltethetők a mikroskála, mezoskála és makroskála felbontásainak. Legvégül talán majd képesek leszünk arra, hogy egy fajról készült különböző méretarányú konnektomikai térképeket a neuronok szerveződésének egyetlen hierarchikus térképévé egyesítsük, amely az egyes idegsejtektől a nagyobb rendszerekig terjed, mint amilyenek az egyes agykérgi régiók. Tekintve, hogy az elsődleges kísérleti adatokból az összeköttetések kinyerése is módszertani bizonytalanságokkal terhelt, valamint figyelembe véve a faj egyedeinek konnektomjai közötti jelentős különbségeket, az említett egyesített térkép valószínűleg az összeköttetési adatok valószínűségi reprezentációit fogja alkalmazni (Sporns et al., 2005).
A konnektom feltérképezése „mikroskála” (mikrométeres felbontású) szinten az idegrendszer teljes, neuronról neuronra végigmenő térképének elkészítését jelenti. Ez nyilvánvaló kihívásokat támaszt: a fejlett élőlények agyát alkotó neuronok száma könnyen a milliárdos nagyságrendbe eshet. Csak az emberi agykéreg nagyságrendileg 1010 neuront tartalmaz, amit mintegy 1014 szinapszis köt össze. Összehasonlításképp, az emberi genom bázispárjainak száma 3×109. Néhány akadály, mellyel a mikroskálájú emberi konnektom készítőinek jelenleg szembe kell néznie: (1) a jelenlegi technológiával az adatgyűjtés éveket venne igénybe; (2) a gépi látás-alapú eszközök, melyek az adatokat felcímkéznék, jelenleg gyerekcipőben járnak és alkalmatlanok a feladatra; (3) sem elméleti, sem algoritmikus megoldások nincsenek még az eredményül kapott „agy-gráfok” analizálására. Az adatgyűjtés problémájának megoldására több kutatócsoport dolgozik nagy átbocsátóképességű soros elektronmikroszkópok létrehozásán (Kasthuri et al., 2009; Bock et al. 2011). A gépi látás és képfeldolgozás problémáit az Open Connectome Project „alg-sourcing”-gal (algoritmus-otsourcing) kezelné. Végül a statisztikus gráfelmélet feljövőben lévő területe kifinomult mintafelismerő és következtető eszközökkel tervezi értelmezni az eredményül kapott agygráfokat (Goldenberg et al., 2009).
A konnektom „mezoskála” szintű feltérképezése néhány száz mikrométeres felbontásnak felel meg. Az egyes neuronok helyett anatómiailag és/vagy funkcionálisan elkülönülő neuronpopulációkat próbálna leírni, melyek néhány száz vagy ezer neuront összekötő helyi „áramkörökké” (pl. agykérgi oszlopok) állnak össze. Ez a felbontás még mindig komoly próbatétel elé állítja a jelenlegi technológiákat, és csak kis méretben, invazív módszerekkel vagy nagyon erős mágnest alkalmazó (high-field) MRI-vel érhető el.
A konnektom feltérképezése „makroskála” (milliméteres felbontású) szinten az agy nagyobb, anatómiailag elkülönülő moduljainak (területek, „parcellák” és csomópontok) leírása, melyek mindegyike a konnektivitás különböző mintázatát mutatja. A mezo- és makroskálájú konnektomikai adatbázisok jóval kompaktabbak a sejtfelbontásúaknál, de hatékony stragégiákat követelnek meg az agy térfogatának pontos anatómiai vagy funkcionális felosztására (a feladat komplexitásához lásd pl. Wallace et al., 2004).

## A konnektom sejtszintű feltérképezése
A jelenlegi nem invazív képalkotási módszerek nem képesek az agy aktivitását neuronról neuronra végigkövetni. A gerinces élőlények konnektomának sejtszintű feltérképezése jelenleg az agyszövet kisebb részeinek post mortem mikroszkópos vizsgálatát követeli meg. Anthony Zador és munkatársai 2012-ben olyan nem optikai megoldást javasoltak, ami a nagy áteresztőképességű DNS-szekvenáláson alapulna.
Hagyományosan a szövettani alapú feltérképezési megközelítések: fénymikroszkópia és a sejtek megfestése, jelölő ágensek befecskendezése a rostok lefutásának végigkövetésére, sorozatmetszetekből szövetblokkok rekonstruálása elektronmikroszkópia segítségével. Ezek a hagyományos megközelítések nem mindenben felelnek meg a konnektomika által támasztott követelményeknek. Az egyes sejtek megfestése, például Golgi-festéssel a fénymikroszkóp korlátozott felbontása mellett a távolabbi összeköttetések feltárására is alkalmatlan. A rostok lefutásának végigkövetése (tract tracing), amit a neuroanatómia aranystandardjának tartanak az agyban lévő távoli összeköttetések detektálásában, általában csak meglehetősen nagy sejtpopulációk egyetlen axonnal történő összeköttetéseket enged meg. Az elektronmikroszkópos rekonstrukciót sikerrel alkalmazták a C. elegans konnektomjánál (White et al., 1986). Nagyobb szervezetek teljes idegrendszerét alkotó nagyobb szövetblokkok esetében azonban problémák lépnek fel a nagyobb távolságot átfogó projekcióknál.
Történt néhány előrelépés a klasszikus technikák korlátainak áthidalására és a sejtszintű konnektom-adathalmazok megalkotásában. (Livet et al., 2007; Lichtman et al., 2008). A Brainbow módszer azon alapszik, hogy több fluoreszcens fehérje véletlenszerű kifejezésével Lichtman és kollégái képesek voltak az egyes neuronokat 100-nál több szín valamelyikére festeni. Az egyes neuronok megkülönböztető színnel való megfestése lehetővé teszi egy szövetblokkon belül a neuronok sejtes struktúrájának és hosszabb lefutásainak végigkövetését is.
A Nature 2011. márciusi számában megjelent egy cikkpár a mikrokonnektomokról: Bock et al., valamint Briggman et al. tollából. Mindkét cikk szerzői először meghatározták egy kis sejtcsoportosulás funkcionális jellemzőit, majd manuálisan végigkövették a sejtekből kiinduló folyamatok egy részét, hogy egy részleges al-gráfhoz jussanak. Az open science alapelveinek megfelelve a Bock et al. (2011) szerzői nyilvánosan közzétették adataikat. A teljes, 12 terabájtos adathalmaz elérhető az Open Connectome Project oldalán. 2012-ben egy Citizen science projekt, az EyeWire megpróbálta crowdsourcing modellben egy interaktív játékon keresztül a konnektomot felrajzolni. Shimono és Beggs (2014) független munkája alapján több száz sejt funkcionális kölcsönhatásainak fontos topológiáit is sikerült megismerni. Jelenleg folyik a teljes egéragy ultrastrukturális hálózatának feltérképezése (Mikula, 2012). A konnektom elkészítésének alternatív megközelítését alkalmazta Zador és tsai. (Zador et al., 2012). Zador módszere, melyet BOINC-nak nevezett el (barcoding of individual neuronal connections, egyedi idegsejt-csatlakozások vonalkóddal ellátása) magas átbocsátású szekvenálás segítségével térképezi fel az idegsejtek hálózatait. A módszer lépései nagy vonalakban: (1) minden neuront egyedi DNS-vonalkóddal látunk el; (2) a szinaptikusan összekötött neuronok között átvisszük a vonalkódokat, pl. PRV közreműködésével; és (3) a vonalkódok összeolvasztása, hogy egy szinaptikus párt jelképezzenek. Ennek a megközelítésnek van esélye arra, hogy egy nagyon olcsó, gyors és extrém nagy kibocsátású megoldássá fejlődjön.

## A konnektom makroskálájú feltérképezése
Az agykutatás bevett módszerei, mint az axonok nyomon követése, hamar lehetővé tették a konnektom-adathalmazok felépítését. Egyes új módszerekkel azonban már élő szervezeteket is lehet nem invazív módszerekkel vizsgálni, ilyenek a diffúziós MRI és az fMRI. Az első, traktográfiával kombinálva lehetővé teszi az agy nagyobb rostkötegeinek rekonstrukcióját. A másodikkal a kutató az agy pillanatnyi hálózati aktivitását tudja megvizsgálni (akár nyugalmi helyzetben, akár célfeladatok végzése közben), lehetővé téve az agy funkcionálisan összetartozó, de strukturálisan és anatómiailag eltérő területeinek azonosítását.
Megjegyzendő, hogy a WU-Minn konzorcium által vezetett Human Connectome Project célja épp az egészséges emberi agy makroskálájú strukturális és funkcionális térképének megalkotása, különböző képalkotó technológiák több felbontásban való alkalmazásával.

### Új előrelépések a konnektivitás feltérképezésében

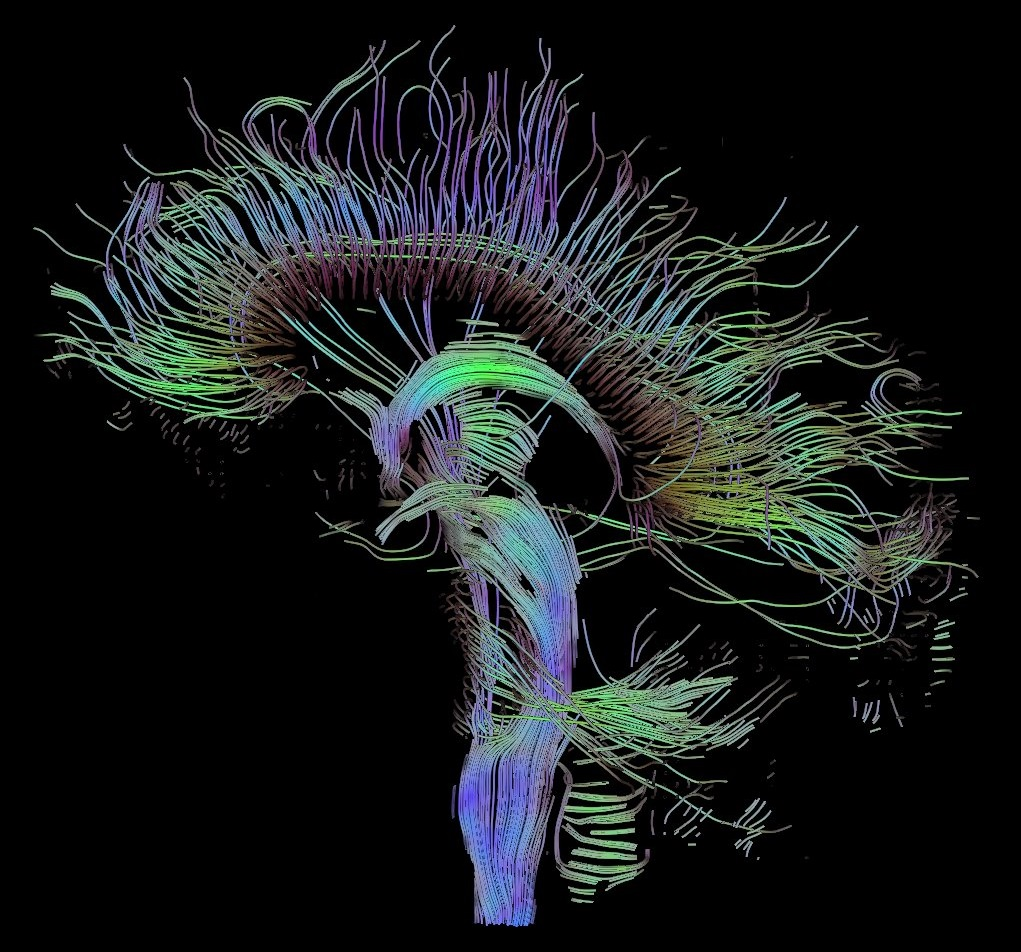
Idegkapcsolatok traktografikus rekonstrukciója DTI segítségével

Az elmúlt néhány évben számosan próbálkoztak meg az emberi agykéreg makroskálájú struktúrájának felderítésével. Az egyik próbálkozó a különböző vizsgálati alanyok agykérgének vastagsága vagy térfogata szerinti keresztkorrelációt igyekezett kihasználni (He et al., 2007). A szürkeállomány-vastagodások közötti korrelációkat a strukturális összeköttetések jelenléte indikátorának gondolták. A megközelítés hátránya, hogy meglehetősen indirekt információ alapján következtet az agykérgi összeköttetési mintázatokra, és hogy nagy számú vizsgálati alanyra van szüksége egyetlen összeköttetési adathalmaz meghatározásához. Más próbálkozók diffúziós képalkotási technikák segítségével próbáltak teljes agyi összeköttetési mátrixokat felállítani.

### A makroskálás konnektomika elsődleges kihívása: az agy parcellázásainak meghatározása
A makroskálájú emberi konnektomika első tapogatózó lépései során az agyat azonos méretű régiókra bontották, vagy éppen olyan anatómiai régiókra, melyek a funkcionális szerveződéssel ismeretlen kapcsolatban álltak (pl. tekervények vagy barázdák alapján felállított régiók). Bár ezekből a megközelítésekből is sokat lehet tanulni, jóval hasznosabb az agyat funkcionálisan elkülönülő „parcellákra” osztani szét: a parcellák olyan agyterületek, melyek megkülönböztethető felépítéssel, konnektivitással, funkcionalitással és/vagy topográfiával rendelkeznek (Felleman and Van Essen, 1991). A pontos parcellázás sokkal informatívabbá teszi a makroskálájú konnektomot, mivel rögtön egy konnektivitási mintázatot és funkcionális profilt is hozzárendel. Az agykéreg egyes kisebb területeinek parcellázását diffúziós traktográfiával (Beckmann et al. 2009), and functional connectivity (Nelson et al. 2010), illetve a konnektivitási mintázatok nem invazív mérése alapján, az elkülönülő mintázatok szerinti kéregterületek definiálásával hajtották végre. Az ilyen analízisek legjobban a teljes agyra futtatva végezhetők, nem invazív megvalósítással. A teljes agy pontos parcellázása a normál emberi agy pontosabb makroskálájú konnektomának megalkotásához vezethet, amit aztán érdemes lehet a beteg agyi állapotokkal összehasonlítani.

## A funkcionális és az azt kiegészítő anatómiai konnektivitás egymáshoz rendelése
Az fMRI képalkotás nyugalmi állapotban, illetve feladatok végrehajtása közben lehetővé teszi a konnektom idegi útvonalai funkcióinak tanulmányozását. Ahogy a földfelszín részletes úthálózata sem mond önmagában semmit arról, hogy milyen járművek közlekednek az utakon és milyen rakományt visznek, annak megértéséhez, hogy az idegi struktúrák hogyan állítanak elé egyes specifikus funkcionális viselkedéseket – például a tudatosságot –, szükséges a funkcionalitás és az anatómiai összeköttetések közötti kapcsolatokat feltáró elméletek megalkotása.

## A konnektom mint hálózat
A konnektom tekinthető olyan hálózatnak is, ami a hálózattudomány és a gráfelmélet eszközeivel tanulmányozható. A mikroskálájú konnektom esetében a hálózat (vagy gráf) csúcspontjai az egyes neuronok, az élek pedig a neuronok közötti szinapszisokat jelentik. A makroskálájú konnektom esetén a csúcspontok az egyes ROI-kat (region of interest, „érdekes régió”) jelentik, a gráf éleit pedig a ROI-kat összekötő axonok adják. Így a konnektomot gyakran nevezik „agygráf”-nak is, hiszen matematikai értelemben valóban gráfokról van szó, melyek az agy (vagy tágabb értelemben a teljes idegrendszer) összeköttetéseit írják le.
Egy kutatócsoport (Iturria-Medina et al., 2008)diffúziós tenzor képalkotás (DTI) segítségével konstruált konnektom-adathalmazokat, majd meghatározta 70-90 kérgi és alapi szürkeállomány-terület közötti átlagos kapcsolati valószínűségeket. Az összes kapott hálózatnak voltak kisvilág-tulajdonságai és nagy léptékű fokeloszlásai. A hálózat „közöttiségközpontiság” (hídszerep, „betweenness centrality”) szerinti elemzése során magas centralitást állapítottak meg a precuneus, az inzuláris kéreg, a superior parietális lebeny és a superior frontális kéreg területein. Egy másik kutatócsoport (Gong et al. 2008) szintén DTI-vel 78 kérgi régió anatómiai összeköttetéseit vizsgálta meg. Tanulmányukban számos csomóponti (hub) régiót azonosítottak, köztük a precuneus és a superior frontális tekervény területén.
Hagmann et al. (2007) összeköttetési mátrixot állított fel 500–4000 közötti, azonos méretű és egyenletes eloszlású „érdekes terület” (ROI) idegrostsűrűség-értékeiből.
Két vizsgálati alany kb. 1000 ROI-jára és 50 000 idegpályájára számolt összeköttetési mátrixok kvantitatív analízise 1-es skálaparaméterű exponenciális eloszlást és robusztus kisvilág-tulajdonságot mutatott ki a hálózaton. Az adatokat diffúziós spektrum képalkotás (DSI) segítségével gyűjtötték (Wedeen, 2005), ami a diffúziósúlyozott képalkotás (diffusion-weighted imaging, DWI) olyan változata ami érzékeny a voxelek diffúziós irányok szerinti heterogenitására, amit az idegrostok metszései okoznak, így a többi diffúziós képalkotási megközelítésnél pontosabban térképezi fel az axonirányokat (Wedeen, 2008).
A Hagmann et al. (2007) által használt megközelítéssel begyűjtött és feldolgozott teljes feji DSI adathalmazok kombinálva az először állatok idegpályáinak követésére kifejlesztett grafikus analitikai eszközökkel (Sporns, 2006; Sporns, 2007) lehetővé teszik az emberi agykéreg hálózati összeköttetéseinek részletezett vizsgálatát (Hagmann et al., 2008). Számos hálózati analizáló eszközzel elvégezték az emberi agygráf karakterizálását, így modularitásvizsgálatot, k-core lebontást, hub-osztályozást és centralitásvizsgálatot is végeztek. Hagmann et al. kimutatták, hogy léteznek egyfajta strukturális magot alkotó, egymással kölcsönösen és nagy arányban összekötött agyterületek, melyek főleg a posterior mediális és a parietális kéregben találhatók. Ez a központi terület mindkét agyféltekében megtalálható, és magában foglalja a posterior cinguláris kéreg egyes részeit, a precuneus és a cuneus területeit, a paracentrális lebenyt, a cinguláris ishtmust, a superior temporális barázda partjait, az alsó és felső parietális kérget.
A konnektomika egyik alterülete különböző személyek agygráfainak összehasonlításával foglalatoskodik. Több konnektom egyfajta átlagolásával lehetséges konszenzusgráfot vagy -gráfokat felállítani, mint amilyen a Budapest Reference Connectome is. Más kutatók éppen azt vizsgálták, hogy mi okozhatja az egyes konnektomok közötti eltéréseket. Úgy találták, hogy a nők makroskálájú konnektomjai jelentősen magasabb élszámmal rendelkeznek a férfiakéinál, és ezek az élek nagyobb arányban futnak a két agyfélteke között. Megállapították továbbá, hogy a konnektomok általában kisvilág-tulajdonságúak, a teljes konnektom konnektivitásának mértéke pedig a korral előre haladva csökken. A jelenleg (2015) folyamatban lévő HCP Lifespan Pilot Project célja 6 korcsoport (4-6, 8-9, 14-15, 25-35, 45-55, 65-75 évesek) konnektomjai közti különbségek feltárása.
Újabban konnektogramokkal vizualizálják a teljes agyra vonatkozó adatokat oly módon, hogy az agykérgi területeket egy kör mentén helyezik el, lebenyek szerinti elrendezésben. A belső körök színskálával kódolva agykérgi mérési adatokat jellemeznek. A diffúziós tenzor képalkotás (DTI) adatai szerinti fehérállomány-kapcsolatokat behúzzák az agykérgi régiók között frakcionális anizotrópia (FA) és a kapcsolat erőssége szerint súlyozva. Ilyen konnektogramok segítségével analizálták a híres agysérült Phineas Gage agykárosodását is.
A statisztikus gráfelmélet feljövőben lévő területe kifinomult mintafelismerő és következtető eszközökkel tervezi értelmezni az eredményül kapott agygráfokat (Goldenberg et al., 2009).

## Fordítás
- Ez a szócikk részben vagy egészben a Connectome című angol Wikipédia-szócikk ezen változatának fordításán alapul.  Az eredeti cikk szerkesztőit annak laptörténete sorolja fel. Ez a jelzés csupán a megfogalmazás eredetét és a szerzői jogokat jelzi, nem szolgál a cikkben szereplő információk forrásmegjelöléseként.